# Pseudoleskea breidleri
Pseudoleskea breidleri là một loài Rêu trong họ Leskeaceae. Loài này được Kindb. mô tả khoa học đầu tiên năm 1897.